# Philippeville
Philippeville ou, na sua forma portuguesa, Filipevila é uma cidade e um município da Bélgica localizado no distrito de Philippeville, província de Namur, região da Valônia.